# Lamborghini Canto
Lamborghini Canto – niezrealizowany projekt supersamochodu klasy wyższej opracowywany pod włoską marką Lamborghini w latach 1997–1999.

## Historia i opis modelu

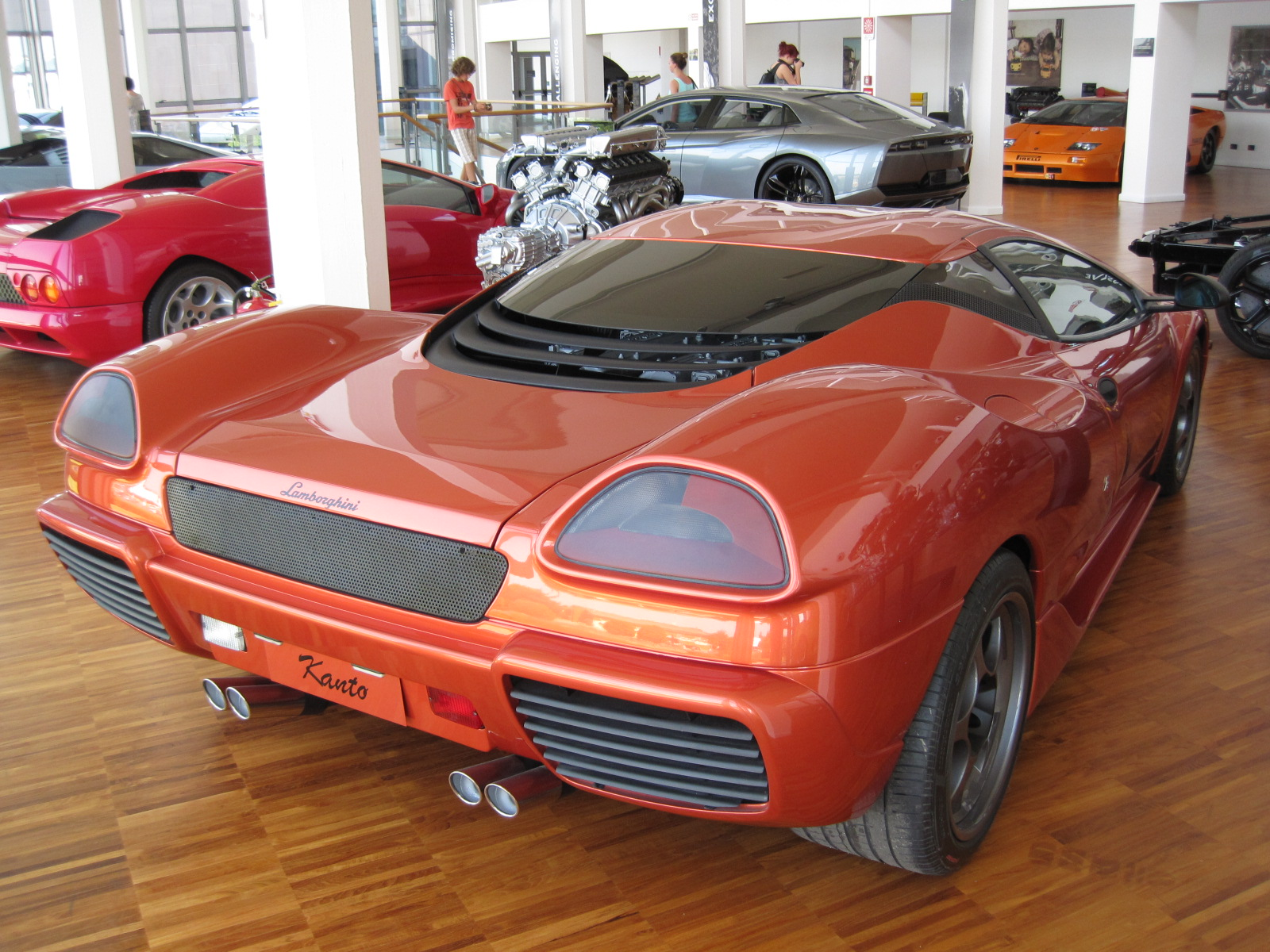
Lamborghini Canto - tył

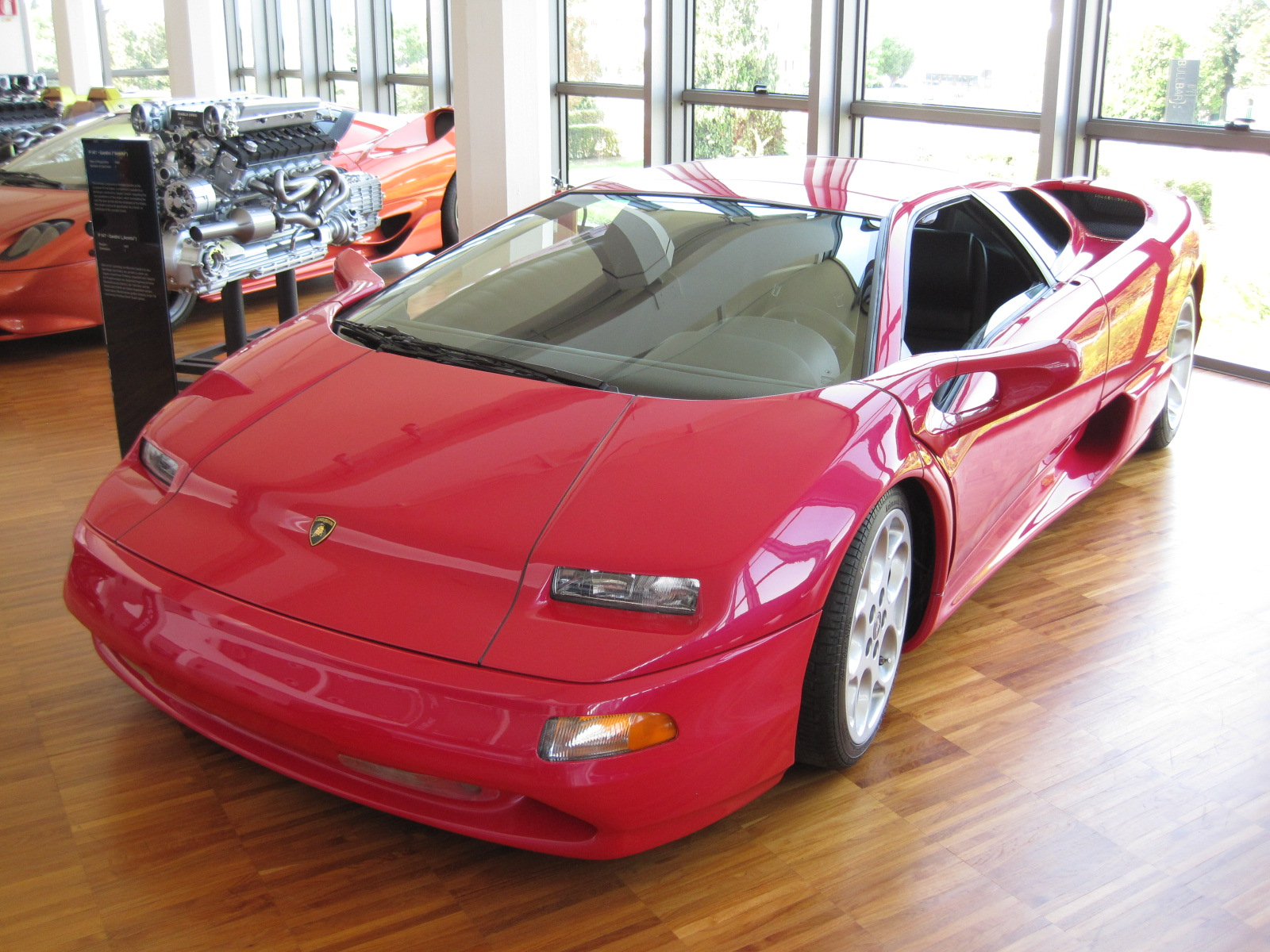
konkurencyjny projekt Lamborghini Acosta

W połowie lat 90. XX wieku Lamborghini rozpoczęło prace konstrukcyjne nad następcą swojego flagowego modelu Diablo przedstawionego w 1990 roku. Projekt rozwijany w kolejnych latach zyskał nazwę Project P147, a początkowej fazie rozważano dwa warianty stylistyczne. Pierwszy dla modelu Lamborghini Acosta opracował wieloletni współpracownik włoskiej firmy Marcello Gandini, a drugi pod nazwą Lamborghini Canto – włoskie studio projektowe z Mediolanu, legendarne Zagato. Awangardowo stylizowana Acosta, która w obszernym zakresie czerpała z wyglądu dotychczas produkowanego Diablo, nie spotkała się z entuzjastycznym przyjęciem i została odrzucona. W zamian, zdecydowano się kontynuować rozwój projektu P147 pod nazwą Canto, skłaniająć się ku koncepcji Zagato.
Pierwotny projekt Zagato wyróżnił się awangardowo ukształtowanym tyłem, z wysoko osadzonymi lampami i dużymi wlotami powietrza w błotnikach. Ich kształt musiał być poddany korektom podczas testów na torze tak, aby uzyskać lepsze właściwości aerodynamiczne. Do napędu Lamborghini Canto w procesie testów przedprodukcyjnych wykorzystano różne jednostki napędowe typu V8, V10 i V12, z mocą średnio w zakresie od 500 do 600 kilometrów. Ostatecznie wybrano 6-litrowe V12 o mocy 640 KM.

### Anulowanie projektu
Po tym jak w czerwcu 1998 roku Lamborghini zostało przejęte przez koncern Volkswagen Group i zaczęło w jego strukturze podlegać Audi, początkowo poważnie zaawansowane prace nad Canto usprawniły się. Zespół włoskich konstruktorów planował zaprezentować produkcyjny model przed publicznością podczas marcowego Geneva Motor Show 1999. W tym samym roku miała rozpocząć się produkcja, w ramach której powstać miało 400 egzemplarzy w cenie po 250 tysięcy dolarów za sztukę.
W styczniu 1999 roku Lamborghini przygotowane było na opublikowanie oficjalnych zdjęć Canto wraz ze specyfikacją techniczną i relacją prasową dla mediów. Włoska centrala w Sant'Agata Bolognese nie uzyskała jednak zatwierdzenia ze strony prezesa Volkswagena, Ferdinanda Piëcha. Ten nie był jednak usatysfakcjonowany rezultatem prac nad flagowym modelem włoskiej firmy i podjął decyzję o całkowitym anulowaniu programu P147. Za główną przyczynę zarzucenia zaawansowanego konstrukcyjnie projektu podano ekscentryczną stylizację, której negatywny odbiór potwierdzono w badaniu wśród klientów Lamborghini - ci wyrazili konsternację. Po zbudowaniu 5 przedprodukcyjnych egzemplarzy, jeden z nich zbudowany w 1997 roku trafił do włoskiego Muzeum Lamborghini, a ostatni, jako jedyny w pełni funkcjonalny pozwalający na jazdę, został kupiony przez kolekcjonera samochodów z Japonii. 
Lamborghini Canto pozostało ostatnim projektem włoskiej firmy opracowanym zza czasów sprzed przejęcia przez Volkswagena. Następcą Diablo, którego produkcja została ostatecznie wydłużona o kolejne 2 lata, został ostatecznie zupełnie inny model opracowany już zza czasów niemieckiego właściciela - przedstawione w 2001 Murciélago

### Silnik
- V12 6.0l 658 KM